# Pharmacotherapy
Pharmacotherapy: The Journal of Human Pharmacology and Drug Therapy ist eine wissenschaftliche Fachzeitschrift, die vom Wiley-Blackwell-Verlag im Auftrag des American College of Clinical Pharmacy veröffentlicht wird. Die Zeitschrift erscheint mit zwölf Ausgaben im Jahr. Es werden Arbeiten veröffentlicht, die sich mit allen Aspekten der Humanpharmakologie beschäftigen.
Der Impact Factor lag im Jahr 2014 bei 2,662. Nach der Statistik des ISI Web of Knowledge wird das Journal mit diesem Impact Factor in der Kategorie Pharmakologie und Pharmazie an 104. Stelle von 254 Zeitschriften geführt.